# Mauri Vansevenant
Mauri Vansevenant (født 1. juni 1999 i Oostende) er en cykelrytter fra Belgien, der fra 1. juli 2020 har været på kontrakt hos World Tour-holdet Soudal Quick-Step. Før repræsenterede han det belgiske amatørhold EFC–L&R–Vulsteke.

## Historie
Mauri Vansevenant er søn af den forhenværende professionelle cykelrytter Wim Vansevenant, og er opkaldt efter Melcior Mauri, vinderen af Vuelta a España 1991.
Han begyndte at køre cykelcross som 12-årig, og som 16-årig begyndte han med landevejscykling. Den 31. august 2019 offentliggjorde Deceuninck-Quick Step, at holdet fra 1. juli 2020 havde skrevet kontrakt med Vansevenant gældende til udgangen af 2023. Grunden til at han først ville indgå kontrakt fra det tidspunkt, skyldtes han skulle færdiggøre sine studier i elektromekanik på Hogeschool West-Vlaanderen i Brugge.
Han fik sin professionelle debut 7. august 2020 ved det franske etapeløb Tour de l'Ain.